# BMW Welt
Il BMW Welt è un centro espositivo multiuso utilizzato per riunioni e eventi promozionali e dove gli acquirenti prendono la consegna dei veicoli BMW.
Si trova nel quartiere Am Riesenfeld a Monaco di Baviera, accanto alla sede BMW e all'Olympiapark.

## Descrizione
Il BMW Welt è un centro multifunzionale dove è presente un'esposizione permanente. 
Sono presenti i modelli sul mercato e quelli all'avanguardia. Inoltre è presente il laboratorio di tecnologia e design del marchio, uno spazio dedicato alla presentazione delle nuove vetture, aree dedicate a bambini e ragazzi oltre a negozi di merchandising della casa automobilistica e un ristorante.

## Concezione e costruzione
Nel 2001 fu indetta da BMW una gara d'appalto internazionale per la progettazione architettonica. Ventisei uffici hanno partecipato al concorso, di cui quattro sono stati premiati. La gara è stato vinta dagli architetti di Vienna della Coop Himmelb(l)au e l'impianto è stato costruito dall'agosto del 2003 all'estate 2007 con un costo di 200 milioni di dollari. Originariamente concepito per essere aperto e pronto per la Coppa del Mondo 2006, alla fine è stato aperto il 17 ottobre 2007 e le consegne hanno avuto inizio il 23 ottobre 2007.
Durante i primi 12 mesi di funzionamento ci sono stati 2.200.000 visitatori; tale numero è aumentato a 2.930.000 nel 2013, di cui il 60% proveniva dalla Germania.
Progettato con un impianto solare a 800 kW sul tetto e con il minor numero di colonne possibile, così da rendere l'idea di una nuvola. Come ha dichiarato l'architetto Prix alla cerimonia di apertura, «l'edificio non ha la noia di una sala, non è solo un tempio ma anche un mercato e un centro di comunicazione e un luogo di incontro per il trasferimento di conoscenze».

## Galleria d'immagini

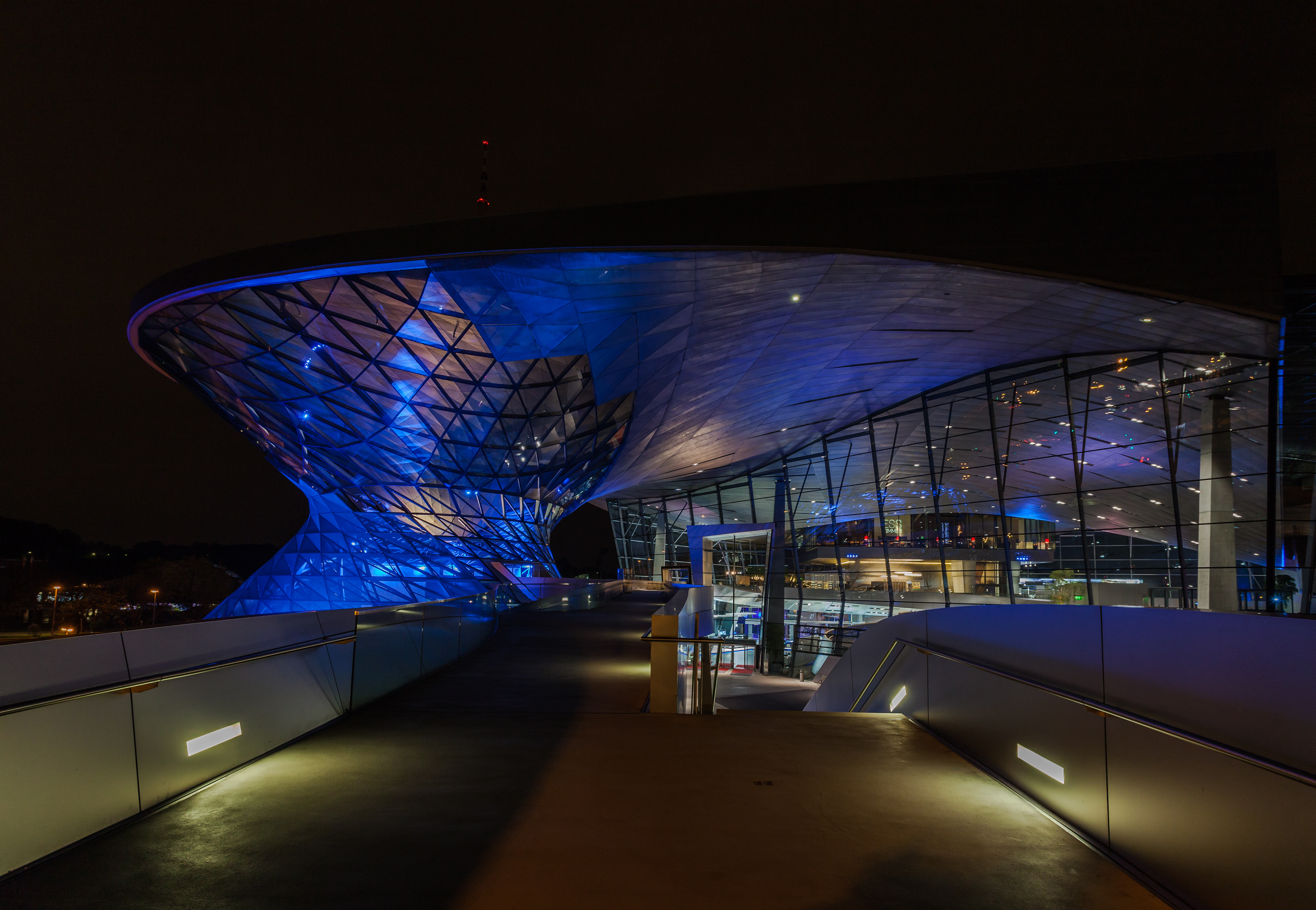
Il BMW Welt di notte
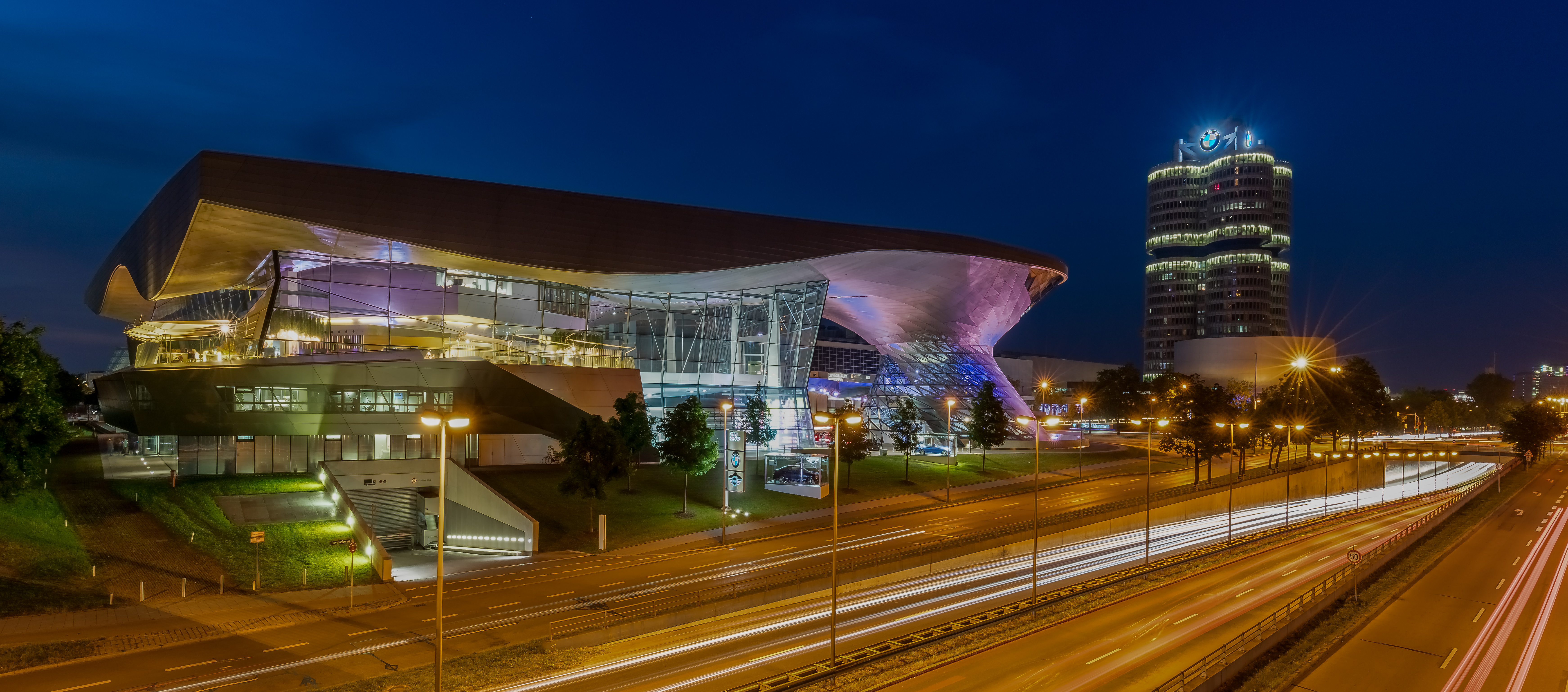
Panorama notturno
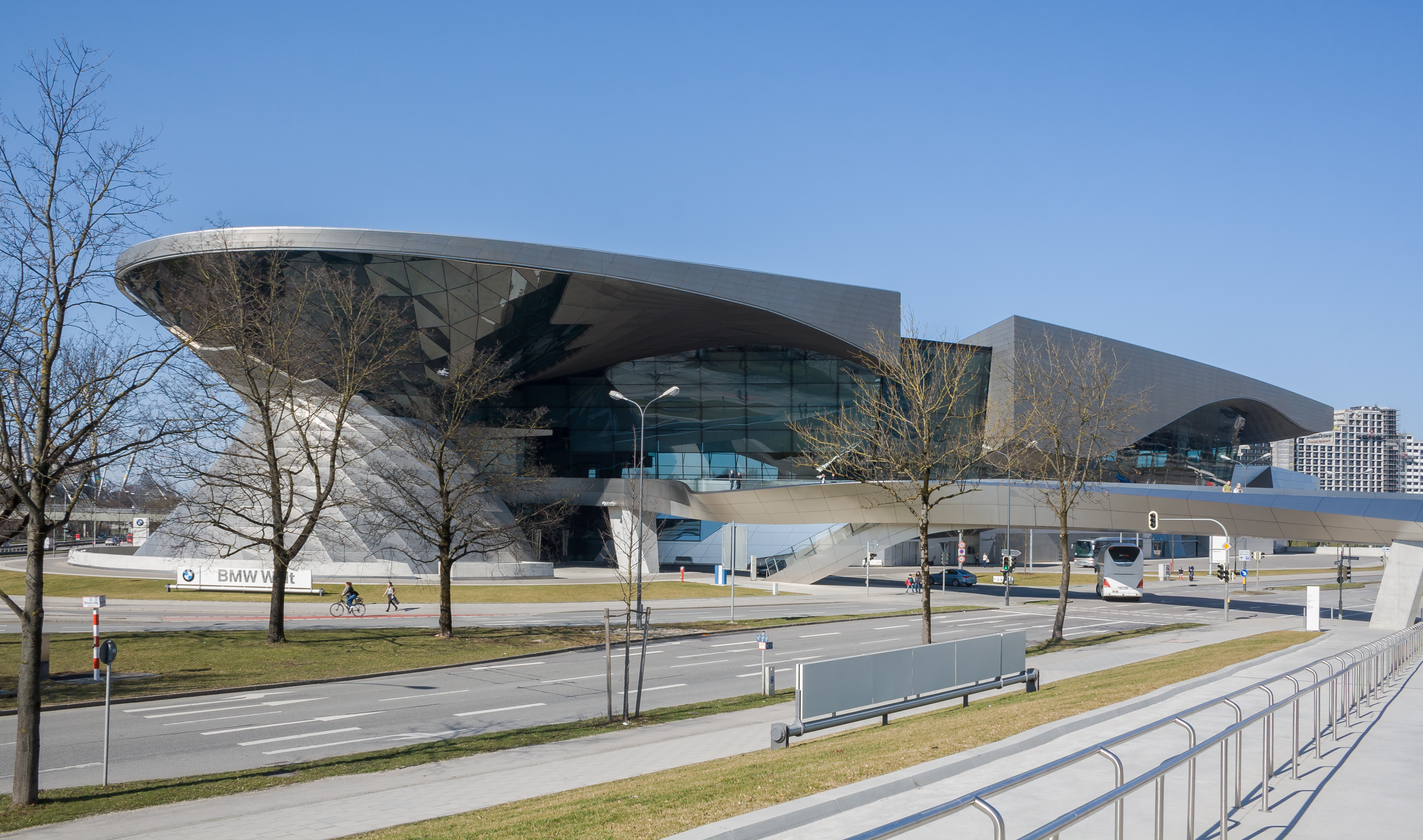
Esterno
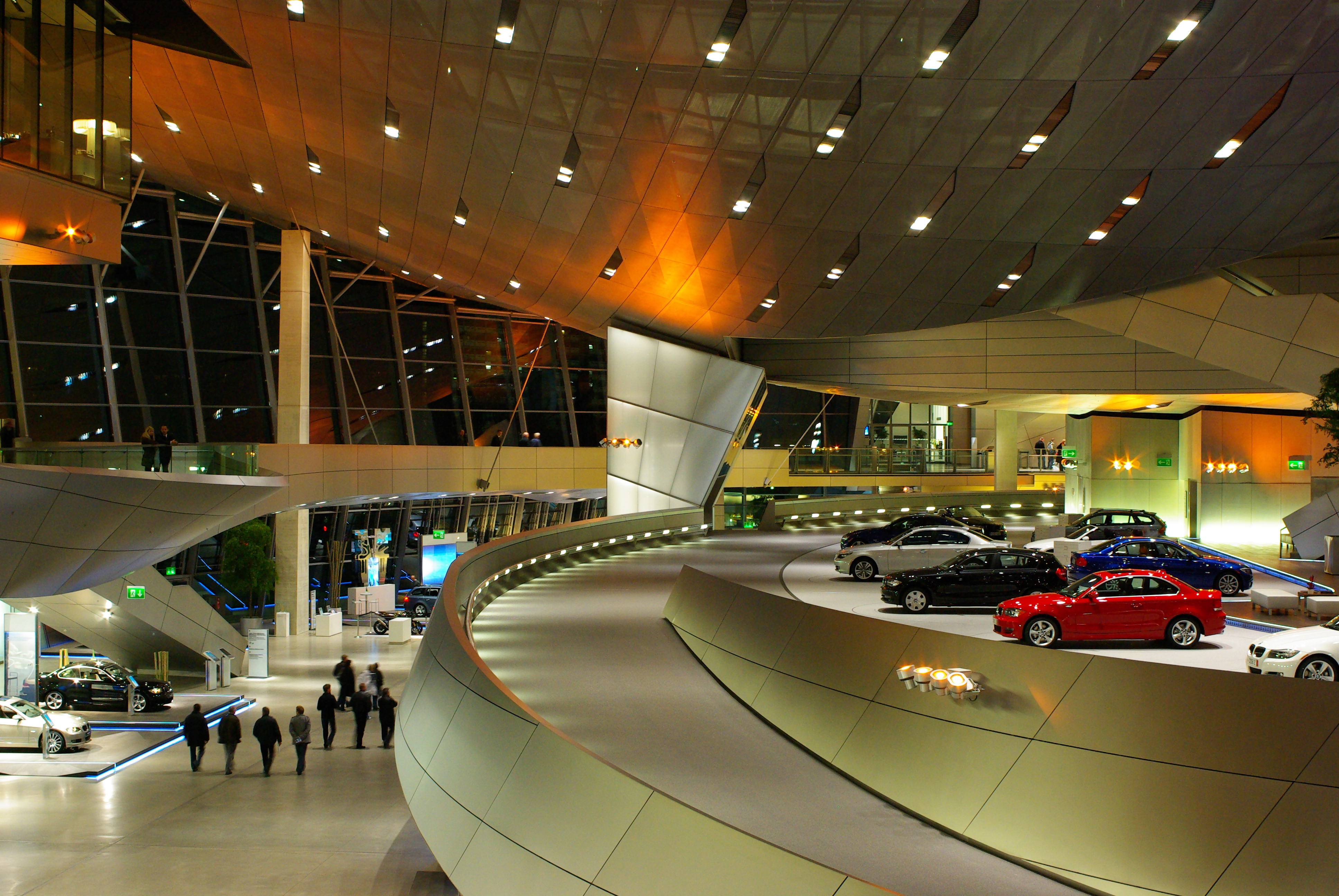
Interno